# Недееспособность
Недееспосо́бность — неспособность гражданина своими действиями приобретать и осуществлять гражданские права, создавать для себя гражданские обязанности и исполнять их. Человек, как правило, считается недееспособным в силу недостижения определенного возраста либо вследствие психического расстройства.

## Возрастная недееспособность
В России недееспособность признаётся за гражданином в силу недостижения им возраста 14 лет. С 14 же до 18 лет он является частично дееспособным, с 18 наступает полная дееспособность. В случае, когда законом допускается вступление в брак до достижения восемнадцати лет, гражданин, не достигший восемнадцатилетнего возраста, приобретает дееспособность в полном объеме со времени вступления в брак. Приобретенная в результате заключения брака дееспособность сохраняется в полном объеме и в случае расторжения брака до достижения восемнадцати лет. При признании брака недействительным суд может принять решение об утрате несовершеннолетним супругом полной дееспособности с момента, определяемого судом.
В некоторых других странах (например, в Болгарии и Польше) дееспособность в полном объёме возникает, как и в России, по достижении гражданином восемнадцатилетнего возраста. Согласно английскому законодательству, полная правоспособность (как и совершеннолетие) наступает с началом дня, непосредственно предшествующего дню 21-го года рождения. Согласно швейцарскому законодательству, дееспособность наступает по достижении гражданином двадцати лет. Несовершеннолетние граждане в законодательстве некоторых стран обладают ограниченной дееспособностью: в Германии она возникает по достижении несовершеннолетним семилетнего возраста, в Польше — тринадцатилетнего.

## Недееспособность вследствие психического расстройства

### Институт недееспособности в России

#### Признание недееспособным
Совершеннолетний гражданин, который вследствие психического расстройства не может понимать значения своих действий или руководить ими, может быть признан судом недееспособным в порядке, установленном гражданским процессуальным законодательством. Над лицом, признанным недееспособным, устанавливается опека; при этом такое лицо полностью сохраняет правоспособность:56.
Дело о признании гражданина недееспособным вследствие психического расстройства может быть возбуждено в суде на основании заявления членов его семьи, близких родственников (родителей, детей, братьев, сестёр) независимо от совместного с ним проживания, органа опеки и попечительства, психиатрического или психоневрологического учреждения. В заявлении о признании гражданина недееспособным должны быть изложены обстоятельства, свидетельствующие о наличии у гражданина психического расстройства, вследствие чего он не может понимать значение своих действий или руководить ими. Судья в порядке подготовки к судебному разбирательству дела о признании гражданина недееспособным при наличии достаточных данных о психическом расстройстве гражданина назначает для определения его психического состояния судебно-психиатрическую экспертизу. При явном уклонении гражданина, в отношении которого возбуждено дело, от прохождения экспертизы суд в судебном заседании с участием прокурора и психиатра может вынести определение о принудительном направлении гражданина на судебно-психиатрическую экспертизу:57.
Эксперты должны решать вопрос о наличии психического расстройства:58 (медицинский критерий, согласно которому предпосылкой недееспособности являются нарушения психотического уровня с различным сочетанием продуктивных или дефицитарных расстройств) и о его влиянии на степень подэкспертного понимать значение своих действий и руководить ими:58 (психологический критерий, традиционно именуемый также юридическим). При этом эксперты не вправе делать вывод о недееспособности: данный вопрос решается лишь судом:58. Экспертное заключение, как и все другие доказательства — объяснения заявителя, заинтересованного лица, его представителя и третьих лиц, показания свидетелей, консультации и пояснения специалистов, письменные и вещественные доказательства, аудиозаписи и видеозаписи, — не имеет для суда заранее установленной силы: доказательства оцениваются лишь в их совокупности. Суд вправе как принять экспертное заключение в качестве обоснования выводов суда, так и отвергнуть его:59.
Заявление о признании гражданина недееспособным суд рассматривает с участием самого гражданина, заявителя, прокурора, представителя органа опеки и попечительства. Гражданин, в отношении которого рассматривается дело о признании его недееспособным, должен быть вызван в судебное заседание, если это возможно по состоянию здоровья гражданина:60.
Согласно законодательству, при значительном улучшении психического состояния гражданина и отпадении оснований, в силу которых он был признан недееспособным, возможно принятие судебного решения о восстановлении его дееспособности и снятии опеки:57, 68.

#### Критика
Решение суда о признании гражданина недееспособным влечёт за собой автоматическую утрату им многих своих прав: права распоряжаться личным имуществом, местом жительства, участвовать в выборах, вступать в брак, воспитывать детей, выбирать род занятий:199, подавать заявления в органы государственной власти, местного самоуправления и др., самостоятельно совершать завещание, сделки, быть усыновителем; без его согласия может быть произведено расторжение брака, усыновление его детей, обработка его персональных данных:56—57.
Правозащитные организации отмечают несовершенство института недееспособности и опеки в России, приводящее во многих случаях к ограничениям прав, несоразмерным интересам защиты лиц с психическими расстройствами, и к низкой правовой их защищённости. В октябре 2009 года Комитет ООН по правам человека выразил озабоченность в связи с большим количеством лишённых дееспособности граждан в России и отсутствием процедурных и материальных гарантий против непропорционального ограничения их прав.
Несовершенство существующей системы приводит к частым нарушениям прав недееспособных лиц:201: например, к злоупотреблениям в целях присвоения имущества. Отдельной проблемой является низкий уровень правовой защищённости недееспособных, помещённых в психиатрические больницы и психоневрологические интернаты, и нередко их полная зависимость от этих учреждений, зачастую выполняющих функции опекунов:430.
В 2015 году Уполномоченный по правам человека в РФ Э. А. Памфилова отметила, что, хотя законодательно недееспособные лица имеют право обжаловать судебные решения о признании их таковыми и обращаться в суды с заявлениями о восстановлении дееспособности, это право порой нарушается: Уполномоченному поступают жалобы на отказы судов принимать к рассмотрению заявления недееспособных лиц, пытающихся оспорить свой статус, причём эти отказы суды мотивируют именно недееспособностью заявителей.
По мнению адвоката Ю. Ершова, члена Московской рабочей группы по реорганизации психоневрологических интернатов, многие пациенты российских психоневрологических интернатов (ПНИ) лишены дееспособности неправомерно. Как отмечает Ю. Ершов, судьи подходят к вопросам о лишении дееспособности излишне формально, почти всегда всецело полагаясь на заключение врачебной экспертизы и игнорируя возможность других доказательств, которые, возможно, могли бы его опровергнуть. Пациенты ПНИ фактически лишены права на защиту при лишении их дееспособности — им не дают возможности ознакомиться с заявлением, нанять адвоката, пригласить свидетелей и собрать документы. Порой экспертиза проводится заочно: при этом слово в слово переписывается заявление интерната, а сам пациент ПНИ членами экспертной комиссии не обследуется.
В 2018—2019 годах в Москве произошло резкое (в несколько раз) увеличение дел по лишению дееспособности; лиц с психическими расстройствами стали намного чаще, чем прежде, отправлять в психоневрологические интернаты. Как отмечал в связи с этим юрист Павел Кантор, «Людям перед лишением дееспособности не разъясняют их права, не дают доступа к документам, после суда часто обманом отправляют в ПНИ, родственникам отказывают в участии в деле».

#### Изменения в законодательстве
В 2009—2010 годах профессиональными правозащитными организациями высказывались предложения по реформированию института недееспособности в России; проводились круглые столы, посвящённые этой тематике. Рекомендации, выработанные участниками круглых столов, направлялись в органы государственной власти.
Федеральным законом от 06.04.2011 были внесены поправки в Закон «О психиатрической помощи и гарантиях прав граждан при её оказании» и в Гражданский процессуальный кодекс РФ, согласно которым суд, принимая решение о признании гражданина недееспособным, должен предоставить ему право изложить свою позицию лично или через выбранных им самим представителей; психиатрическая помощь оказывается недееспособным без их согласия по просьбе или с согласия их законных представителей лишь в том случае, если недееспособные граждане сами не способны дать согласие на оказание психиатрической помощи; решение законного представителя или органа опеки и попечительства о помещении недееспособного гражданина в психиатрический стационар может быть обжаловано в суде. Как отмечают правозащитники, данные нововведения носят прогрессивный характер и открывают путь для дальнейшего реформирования российского института недееспособности и опеки.
Федеральным законом от 30.12.2012 внесены поправки в Гражданский кодекс РФ: в соответствии с законодательной нормой, обозначенной в новой редакции п. 2 ст. 30 ГК РФ, в российское законодательство впервые введена правовая категория ограниченной дееспособности вследствие психического расстройства («гражданин, который вследствие психического расстройства может понимать значение своих действий и руководить ими лишь при помощи других лиц, может быть ограничен судом в дееспособности, в порядке, установленном гражданским процессуальным законодательством. Над ним устанавливается попечительство»). Данная редакция ст. 30 ГК РФ вступила в силу с марта 2015 г.

### Институт ограниченной дееспособности в других странах
В законодательстве многих стран, помимо понятия недееспособности, существует понятие частичной или ограниченной дееспособности — обычно применительно к несовершеннолетним, лицам, страдающим алкоголизмом и наркоманией, и лицам с психическими расстройствами в тех случаях, когда расстройство не даёт основания для полного лишения дееспособности, но при этом состояние лица обуславливает необходимость помощи для ведения его дел. Лицу, признанному ограниченно дееспособным, назначается попечитель или советник. У лица с психическим расстройством ограничиваются некоторые права (в первую очередь возможность заключения сделок, договоров без согласования с попечителем, за исключением незначительных, бытовых), использование которых без помощи советника или попечителя может принести вред психически больному.
Согласно Гражданскому кодексу Германии, лица, страдающие слабоумием, могут быть объявлены либо недееспособными, либо ограниченно дееспособными; ограниченные в дееспособности лица приравниваются по своей дееспособности к несовершеннолетним, достигшим семилетнего возраста. Для действительности изъявления воли лица, ограниченного в дееспособности, необходимо, если это изъявление воли не сводится лишь к приобретению юридической выгоды, согласие законного представителя.
В болгарском гражданском законодательстве существует понятие «полного запрещения» и «частичного запрещения». Лица старше 14-летнего возраста, которые по причине слабоумия, душевной болезни или физических недостатков не могут заботиться о своих делах, ставятся под полное запрещение, т. е. признаются недееспособными. Такие лица после достижения ими 18-летнего возраста, если состояние их не настолько тяжёлое, чтобы ставить их под полное запрещение, ставятся под частичное запрещение: они совершают правовые действия лишь с согласия своих родителей или попечителей, однако могут сами заключать обычные мелкие сделки и распоряжаться тем, что приобрели своим личным трудом.
Согласно польскому Гражданскому кодексу, ограниченной дееспособностью обладают несовершеннолетние, которым исполнилось 13 лет, а также лица, частично лишённые дееспособности «вследствие душевной болезни, умственной недоразвитости или иного психического расстройства, в частности ввиду алкоголизма или наркомании, если состояние этого лица не даёт достаточных оснований для полного лишения дееспособности, но это лицо нуждается в помощи для ведения своих дел. Над лицом, частично лишённым дееспособности, устанавливается попечительство».
Во Франции лицо, согласно судебному решению осуществляющее помощь гражданину, признанному ограниченно дееспособным, в ведении его дел, именуется «советником». Суд может назначить временную администрацию над гражданином, страдающим психическим расстройством, в случаях, когда болезнь имеет тенденцию к обратному развитию. Права временного администратора ограничены: он может в течение некоторого времени осуществлять опеку над имуществом больного и заботиться о его лечении.
В Италии ограниченно дееспособными признаются лица, которые страдают «нетяжёлой» душевной болезнью, расточители и алкоголики; над ними устанавливается попечительство.
В Венгрии опека как форма защиты лиц с психическими расстройствами заменена различными видами поддержки в принятии самостоятельных решений. В результате человек с психическим расстройством сохраняет свои права и самостоятельно, пользуясь поддержкой доверенных лиц, решает, как ему лучше поступить в той или иной ситуации.
С позиции Европейского суда по правам человека даже ограничение дееспособности гражданина, не говоря уж о полной недееспособности, допустимо лишь в том случае, если оно преследует законную цель защиты его прав или интересов, в частности для предотвращения нанесения ему вреда. Оно может применяться, только если возникает риск ущерба для самого человека вследствие его неспособности в полной мере понимать значение своих действий или руководить ими (человек может совершить какое-либо действие в ущерб своим интересам, например продать квартиру мошенникам, или не совершить какого-либо действия, например не обратиться за начислением пенсии) и только если убедительно доказано, что помощь, предоставляемая посредством поддержки в принятии решений, представительства членом семьи или иных мер, не достаточна для управления гражданином своими делами. Ограничение дееспособности должно затрагивать лишь конкретные сферы правоотношений (например, распоряжение недвижимым имуществом, денежными вкладами свыше определённой суммы), которые определяются судом в решении. Недопустимо учреждение общей опеки или попечительства в отношении тех сфер гражданских правоотношений, в которых нет риска ущерба для самого гражданина: ограничение дееспособности не должно ни при каких условиях касаться права совершать бытовые сделки повседневного характера (приобретение продуктов, книг, оплата проезда в городском транспорте и др.).